# 四拐角近代建筑
四拐角近代建筑指位于中国浙江省杭州市上城区中山中路和河坊街交叉口四个街角上的五幢建筑，分别为西北角的万隆火腿店、东北角的张允升百货商店和颐香斋食品店、东南角的宓大昌烟店和西南角孔凤春香粉店。现仍为沿街商铺，2000年7月作为中山中路近代建筑群的一部分列入杭州市文物保护单位。
1. 万隆火腿店，又名万隆腌腊店，中山中路79号，创始于清同治三年（1864），原名“万隆盐鲞店”，原为双开间木结构的中式房屋，1926年因失火改建为三层西式楼房[2]。现在万隆火腿店仍在原址经营。
2. 张允升百货商店，中山中路70号，原名“张允升线帽百货庄”，创始于清乾隆年间，1926年因拓建中山路而改建为三层西式楼房[3]。张允升百货商店旧址现为麦当劳河坊街餐厅[4]
3. 宓大昌烟店，中山中路66号，创始于清同治八年（1869），1926年改建为三层西式楼房[5]。宓大昌烟店现为小餐饮店。
4. 孔凤春香粉店，河坊街133号，创始于清同治元年（1862），1926年改建为三层西式楼房[6]。孔凤春香粉店现为王润兴酒楼。

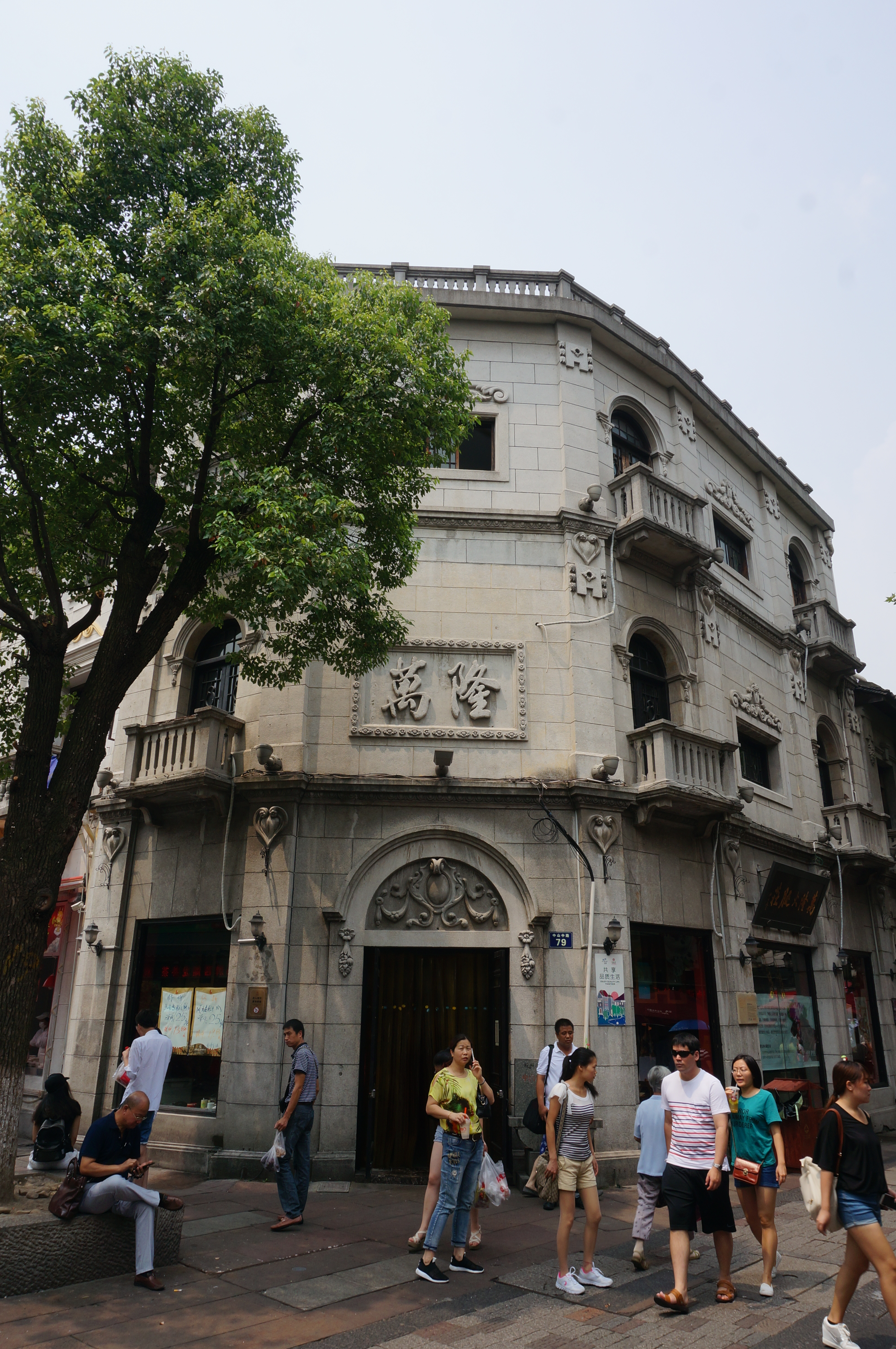
万隆火腿店
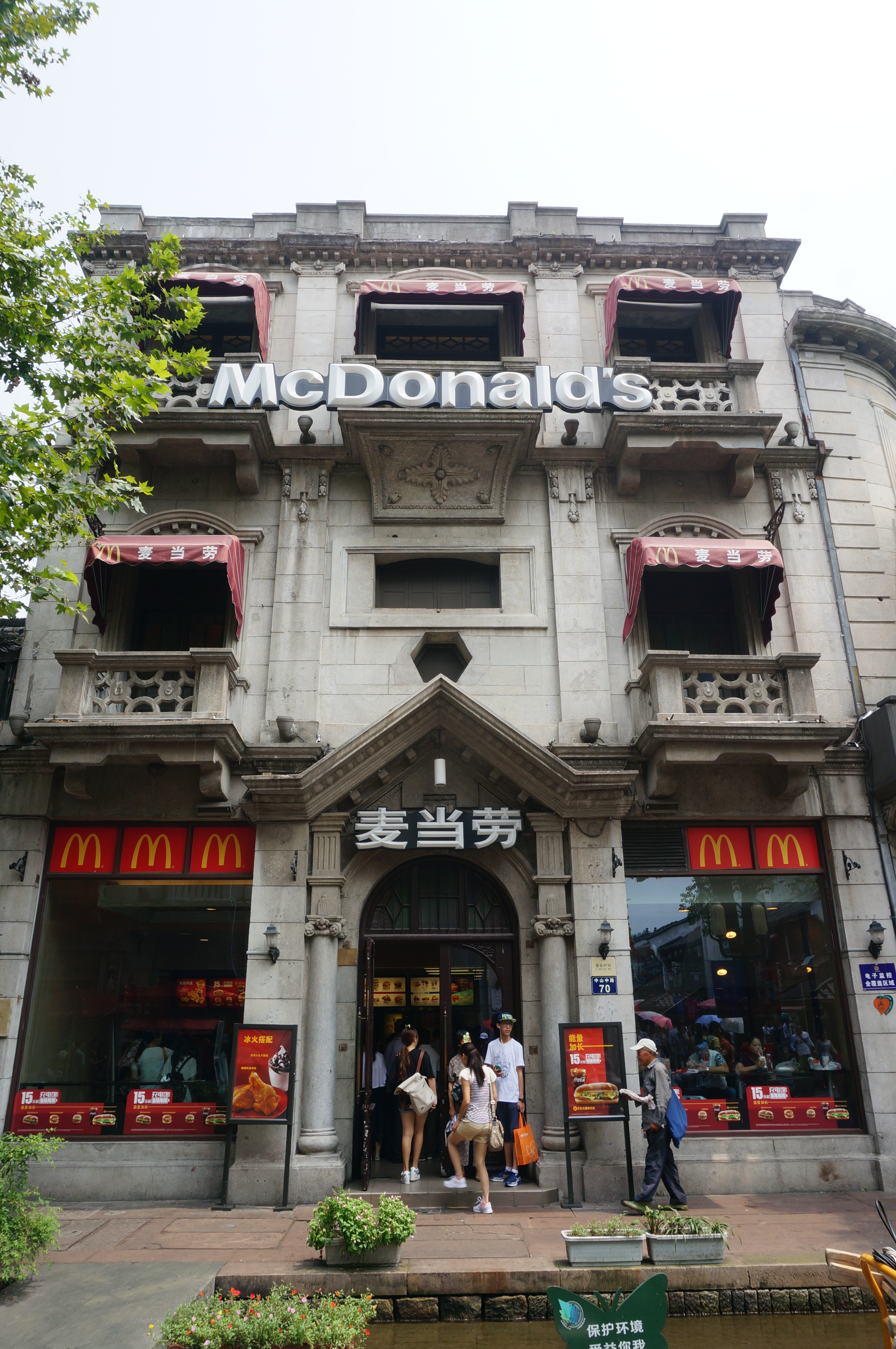
张允升百货商店
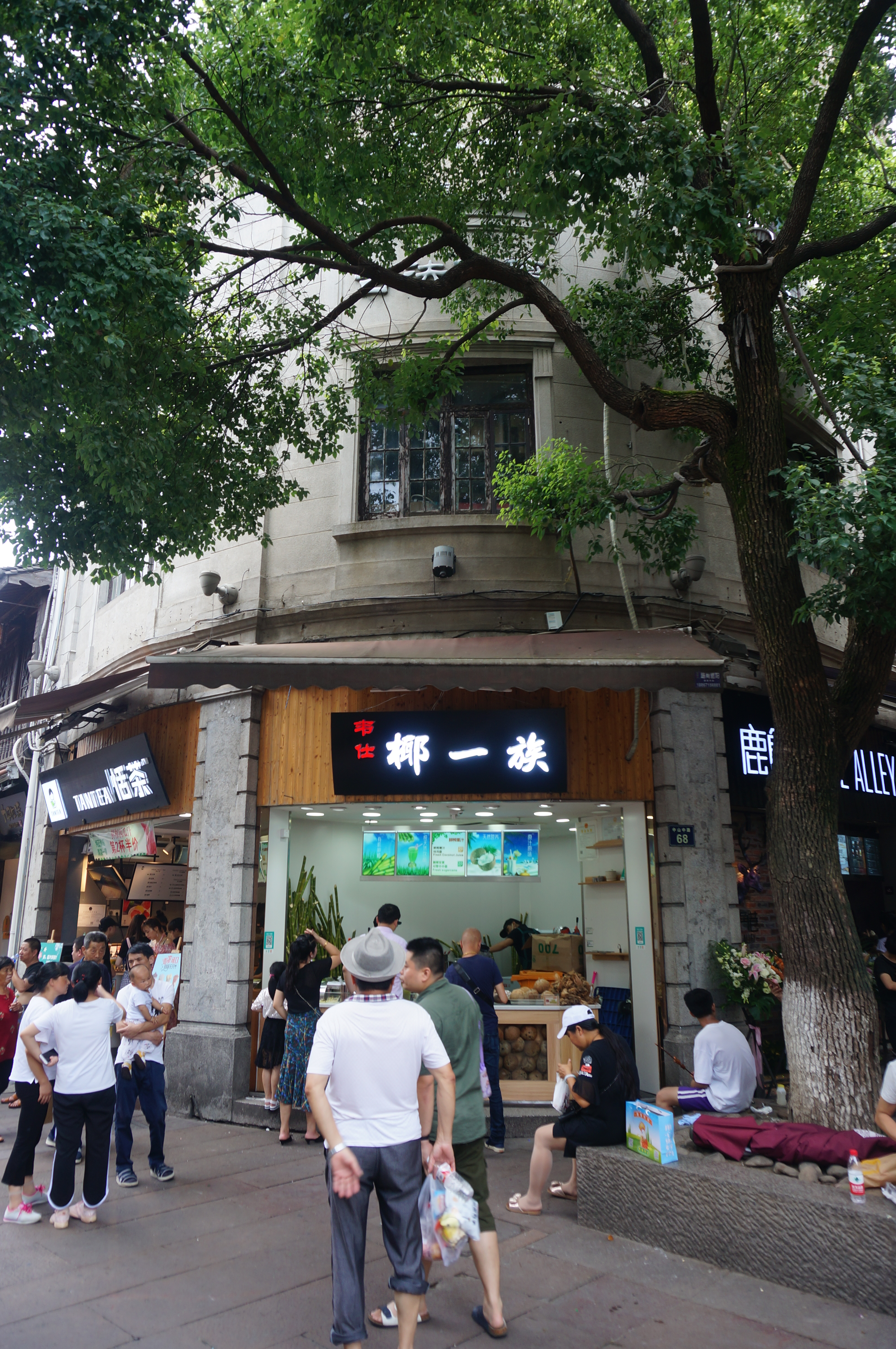
宓大昌烟店
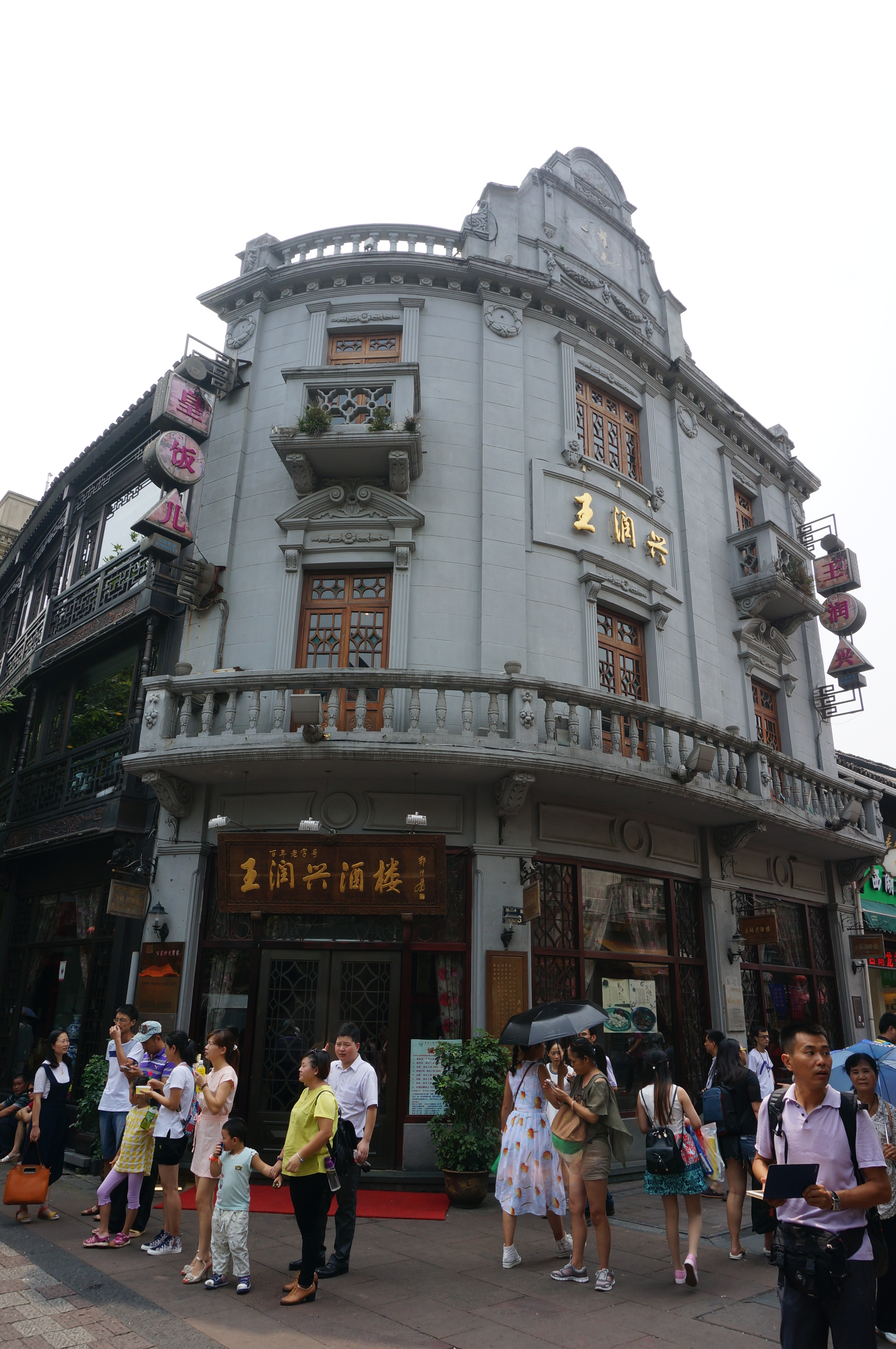
孔凤春香粉店